# Rubus echinosepalus
Rubus echinosepalus es una especie de planta del género Rubus, perteneciente a la familia Rosaceae.

## Taxonomía
Rubus echinosepalus fue descrita por H. E. Weber en 1988.

## Distribución
Se encuentra en el territorio de Francia, Bélgica y Alemania.